# Душан Пашек (1985)
Душан Пашек, мл. (словац. Dušan Pašek ml.; 18 січня 1985, м. Братислава, ЧССР — 5 листопада 2021) — словацький хокеїст, центральний нападник. 
Вихованець хокейної школи «Слован» (Братислава). Виступав за «Слован» (Братислава), «Дукла» (Сеніца), ХК «Трнава», «Ружинов-99» (Братислава), ХК «36 Скаліца», ХК «Кошице», ХК «46 Бардейов».
У чемпіонатах Словаччини — 372 матчі (74+73), у плей-оф — 61 матч (13+9).
У складі національної збірної Словаччини провів 4 матчі.

## Досягнення
- Чемпіон Словаччини (2005, 2007, 2011).